# Marathon van Turijn 2011
De marathon van Turijn 2011 vond plaats op zondag 5 november 2011 in Turijn. Het was de 25e editie van deze marathon. De wedstrijd werd bij de mannen gewonnen door de Marokkaan Ennaji El Idrissi in een tijd van 2:08.13. Hij kwam hiermee te kort voor het parcoursrecord, dat sinds 2007 op 2:07.45 staat. Bij de vrouwen was de Oekraïense Yuliya Ruban het snelst in 2:27.10. De Litouwse Rasa Drazdauskaite werd tweede in 2:29.47.
In totaal namen zo'n 3000 lopers deel aan de wedstrijd.

## Uitslagen

### Mannen
| rang   | naam              | land | tijd    |
| ------ | ----------------- | ---- | ------- |
| Goud   | Ennaji El Idrissi | MAR  | 2:08.13 |
| Zilver | William Chebor    | KEN  | 2:08.21 |
| Brons  | Bacha Megersa     | ETH  | 2:08.55 |
| 4      | Peter Kurui       | KEN  | 2:08.56 |
| 5      | Antony Wairuri    | KEN  | 2:09.48 |
| 6      | Robert Ndiwa      | KEN  | 2:11.02 |
| 7      | Hermano Ferreira  | POR  | 2:13.28 |
| 8      | Giovanni Gualdi   | ITA  | 2:14.01 |
| 9      | David Mandago     | KEN  | 2:14.37 |
| 10     | Yassine Kabouri   | MAR  | 2:15.12 |

### Vrouwen
| rang   | naam               | land | tijd    |
| ------ | ------------------ | ---- | ------- |
| Goud   | Yuliya Ruban       | UKR  | 2:27.10 |
| Zilver | Rasa Drazdauskaite | LTU  | 2:29.47 |
| Brons  | Silvia Skvortsova  | RUS  | 2:30.09 |
| 4      | Shitaye Gemechu    | ETH  | 2:30.55 |
| 5      | Olivera Jevtić     | SRB  | 2:32.09 |
| 6      | Yesnaneh Arabel    | ETH  | 2:34.36 |
| 7      | Rose Jepchumba     | KEN  | 2:35.32 |
| 8      | Martina Celi       | ITA  | 2:36.11 |
| 9      | Ornella Ferrara    | ITA  | 2:36.52 |
| 10     | Martina Facciani   | ITA  | 2:37.15 |

1974 ·
1975 ·
1976 ·
1977 ·
1978 ·
1979 ·
1980 ·
1981 ·
1982 ·
1983 ·
1984 ·
1985 ·
1986 ·
1987 ·
1988 ·
1989 ·
1990 ·
1991 ·
1992 ·
1993 ·
1994 ·
1995 ·
1996 ·
1997 ·
1998 ·
1999 ·
2000 ·
2001 ·
2002 ·
2003 ·
2004 ·
2005 ·
2006 ·
2007 ·
2008 ·
2009 ·
2010 ·
2011 ·
2012 ·
2013 ·
2014 ·
2015 ·
2016 ·
2017